# Јацовце
Јацовце (слч. Jacovce) насељено је мјесто са административним статусом сеоске општине (слч. obec) у округу Топољчани, у Њитранском крају, Словачка Република.

## Становништво
| Година:    | 1994. | 2004.   | 2014.   | 2024.   |
| ---------- | ----- | ------- | ------- | ------- |
| Број људи: | 1807  | 1795    | 1754    | 1770    |
| Разлика:   |       | -0,66 % | -2,28 % | +0,91 % |

| Година:    | 2023. | 2024.   |
| ---------- | ----- | ------- |
| Број људи: | 1782  | 1770    |
| Разлика:   |       | -0,67 % |

Према подацима о броју становника из 2011. године насеље је имало 1.768 становника.